# Catedral de Santa Ana (Great Falls)
La Catedral de Santa Ana  (en inglés: St. Ann's Cathedral ) es una catedral católica en Great Falls, Montana, Estados Unidos. Junto con la Concatedral de San Patricio en Billings, Montana es la sede de la diócesis de Great Falls-Billings.
La primera iglesia de St. Ann fue financiada por tres feligreses que firmaron una nota por $ 3,000. La iglesia fue construida de ladrillo en el sitio ahora ocupado por el centro de Heisey. El primer pastor residente fue el padre Doyle quien también fue responsable de las parroquias en Cascade, Choteau y Neihart.
El 18 de mayo de 1904, el papa Pío X estableció la diócesis de Great Falls y St. Ann se convirtió en la catedral. Una de las primeras tareas del nuevo obispo, Mathias Clement Lenihan, fue construir una nueva catedral para dar cabida a la creciente congregación. Diseñada por John H. Kent de Helena, la iglesia actual fue construida entre 1906 y 1907. La piedra para la estructura gótica del renacimiento fue extraída cerca de Stockett. El antiguo edificio de la iglesia fue remodelado para ser una escuela parroquial.